# Bellard-Formel
Die Bellard-Formel ist eine Reihe, die verwendet werden kann, um die ersten {\displaystyle p} Ziffern der Kreiszahl {\displaystyle \pi } im Hexadezimalsystem zu berechnen.
Fabrice Bellard veröffentlichte 1997 als Erster einen Artikel über die Formel. Sie ist circa 1,43 mal so schnell wie die Bailey-Borwein-Plouffe-Formel.
Eine wichtige Anwendung der Formel ist die Verifizierung der Berechnungen aller ersten Stellen von {\displaystyle \pi } mittels anderer Methoden. Somit müssen nicht alle Stellen von zwei verschiedenen Algorithmen berechnet werden, da es reicht, die letzten Stellen einer "vollständigen" Berechnung durch die Bellard-Formel zu überprüfen.

## Die Formel
Die Formel lautet:
{\displaystyle {\begin{aligned}\pi ={\frac {1}{2^{6}}}\sum _{n=0}^{\infty }{\frac {(-1)^{n}}{2^{10n}}}\,\left(-{\frac {2^{5}}{4n+1}}\right.&{}-{\frac {1}{4n+3}}+{\frac {2^{8}}{10n+1}}-{\frac {2^{6}}{10n+3}}\left.{}-{\frac {2^{2}}{10n+5}}-{\frac {2^{2}}{10n+7}}+{\frac {1}{10n+9}}\right).\end{aligned}}}
Um die ersten {\displaystyle p} Hexadezimalstellen von {\displaystyle \pi } zu berechnen, genügt es, eine Partialsumme auszurechnen, die von der Reihe um höchstens {\displaystyle 16^{-p}} abweicht.